# Sobekhotep II
Sobekhotep II (fl. XVIII-XVII secolo a.C.) è stato il sedicesimo, secondo il Canone Reale, sovrano della XIII dinastia egizia.

## Biografia
L'esistenza di questo sovrano è attestata da numerosi reperti ed anche dalla citazione in alcuni papiri. Dall'abbondanza di ritrovamenti si è portati a pensare che abbia avuto un regno almeno discretamente lungo (anche se non è possibile attestare nulla oltre il 7º anno) ed anche sufficientemente pacifico da permettere l'edificazione di templi ed altri monumenti. Alcuni scarabei recanti il nome di una sposa reale fanno ritenere che Sobekhotep II fosse figlio del suo predecessore.
Per gli anni di regno 2°, 3° e 4° sono anche state scoperte le registrazioni del livello di piena del Nilo.

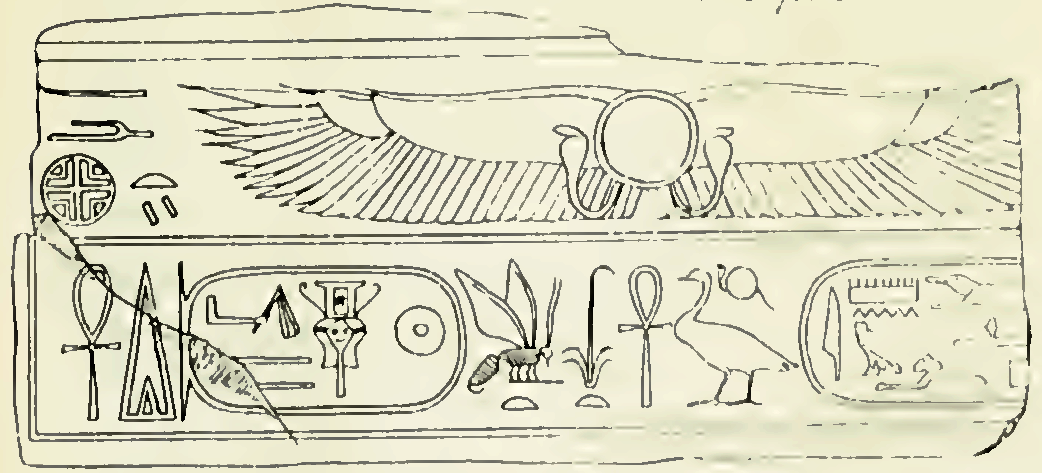
Titolatura di Sekhemra Khutawy su un rilievo del tempio funerario di Mentuhotep II, Deir el-Bahri.

### Scoperta della tomba
Nel 2013 un team di archeologi dell'Università della Pennsylvania rinvenne una tomba reale ad Abido in Alto Egitto, contenente un sarcofago in quarzite della massa di circa 60 tonnellate, e che doveva essere sovrastata da una piramide simile a quella di Ameny Qemau, faraone della stessa dinastia. La tomba rimase ignota fino al gennaio 2014, quando vi vennero ritrovati frammenti a suo nome e un fregio che lo rappresenta assiso sul trono.

## Liste reali
| N5 | Y8 | D43 | N17 · N17 | I3 | R4 | t · p |

| N5 | Y8 | D43 | N17 · N17 | I3 | R4 | t · p |

| N5 | Y8 | D43 | N17 · N17 | I3 | R4 | t · p |

| N5 | Y8 | D43 | N17 · N17 | I3 | R4 | t · p |

| N5 | Y8 | D43 | N17 · N17 | I3 | R4 | t · p |

| N5 | Y8 | D43 | N17 · N17 | I3 | R4 | t · p |

| N5 | Y8 | D43 | N17 · N17 | I3 | R4 | t · p |

| N5 | Y8 | D43 | N17 · N17 | I3 | R4 | t · p |

| N5 | S42 | Aa1 · D36 | N17 · N17 |

| N5 | S42 | Aa1 · D36 | N17 · N17 |

| N5 | S42 | Aa1 · D36 | N17 · N17 |

| N5 | S42 | Aa1 · D36 | N17 · N17 |

| N5 | S42 | Aa1 · D36 | N17 · N17 |

| N5 | S42 | Aa1 · D36 | N17 · N17 |

| N5 | S42 | Aa1 · D36 | N17 · N17 |

| N5 | S42 | Aa1 · D36 | N17 · N17 |

## Titolatura
| G5 |

| G5 |

| Y5 · n | Aa1 · U22 | HASH |

| Y5 · n | Aa1 · U22 | HASH |

| Y5 · n | Aa1 · U22 | HASH |

| Y5 · n | Aa1 · U22 | HASH |

| Y5 · n | Aa1 · U22 | HASH |

| Y5 · n | Aa1 · U22 | HASH |

| Y5 · n | Aa1 · U22 | HASH |

| Y5 · n | Aa1 · U22 | HASH |

| G16 |

| G16 |

|  |

| G8 |

| G8 |

| S34 | Z2 | R8 |

| S34 | Z2 | R8 |

| M23 · X1 | L2 · X1 |

| M23 · X1 | L2 · X1 |

| N5 | S42 | D43 | N17 · N17 |

| N5 | S42 | D43 | N17 · N17 |

| N5 | S42 | D43 | N17 · N17 |

| N5 | S42 | D43 | N17 · N17 |

| N5 | S42 | D43 | N17 · N17 |

| N5 | S42 | D43 | N17 · N17 |

| N5 | S42 | D43 | N17 · N17 |

| N5 | S42 | D43 | N17 · N17 |

| G39 | N5 |

| G39 | N5 |

| M17 | Y5 · n | G17 | F4 · t | I4 | R4 | t · p |

| M17 | Y5 · n | G17 | F4 · t | I4 | R4 | t · p |

| M17 | Y5 · n | G17 | F4 · t | I4 | R4 | t · p |

| M17 | Y5 · n | G17 | F4 · t | I4 | R4 | t · p |

| M17 | Y5 · n | G17 | F4 · t | I4 | R4 | t · p |

| M17 | Y5 · n | G17 | F4 · t | I4 | R4 | t · p |

| M17 | Y5 · n | G17 | F4 · t | I4 | R4 | t · p |

| M17 | Y5 · n | G17 | F4 · t | I4 | R4 | t · p |

## Datazioni alternative
| Autore | datazione             |
| ------ | --------------------- |
| Franke | 1724 a.C. - 1718 a.C. |